# Carlos Pellicer Cámara, Tenosique
Carlos Pellicer Cámara är en ort i Mexiko.   Den ligger i kommunen Tenosique och delstaten Tabasco, i den sydöstra delen av landet, 900 km öster om huvudstaden Mexico City. Carlos Pellicer Cámara ligger 287 meter över havet och antalet invånare är 170.
Terrängen runt Carlos Pellicer Cámara är kuperad söderut, men norrut är den platt. Runt Carlos Pellicer Cámara är det glesbefolkat, med 11 invånare per kvadratkilometer. Närmaste större samhälle är San Francisco, 11,7 km väster om Carlos Pellicer Cámara. Omgivningarna runt Carlos Pellicer Cámara är en mosaik av jordbruksmark och naturlig växtlighet.